# Mercado da Saudade
Mercado da Saudade é um termo usado em economia para designar o mercado de trabalho especializado em comercializar produtos típicos de uma nação para as comunidades daqueles países que vivem no estrangeiro. O termo se refere à saudade que essas pessoas sentem de itens comuns de seu país (mas que não são encontrados no exterior), como alimentos típicos e estilo de vida, e que os motiva a abrir um negócio relacionado a esses temas.
Por exemplo, a maior parte dos empreendimentos de brasileiros no exterior que está ligada ao “mercado da saudade”, vai desde a comercialização de açaí, tapioca e feijão, a salões de beleza e academias de capoeira e jiu-jítsu. No ranking dos produtos alimentícios brasileiros mais exportados, a água de coco desponta na frente, seguida pelo pão de queijo e o açaí.
Segundo dados divulgados em 2017 pelo Itamaraty, os Estados Unidos concentram quase a metade dos empreendimentos de brasileiros ligados ao mercado da saudade, com 9 mil. Em seguida estão o Japão, com 1,5 mil, e a França, com 1.320.